# Gallows Gallery
Gallows Gallery è il sesto album in studio del gruppo musicale giapponese Sigh, pubblicato nel 2005 dalla Candlelight Records.

## Tracce
1. Pale Monument – 3:53
2. In a Drowse – 3:27
3. The Enlightenment Day – 3:33
4. Confession to Be Buried – 6:21
5. The Tranquilizer Song – 3:20
6. Midnight Sun – 3:45
7. Silver Universe – 3:51
8. Gavotte Grim – 7:27
9. Messiahplan – 3:47
10. - – 2:12
11. The Tranquilizer Song (David Harrow Mix) – 4:02

## Formazione

### Gruppo
- Mirai Kawashima – voce, tastiere, sitar, glockenspiel, tabla, gong, campane tibetane, taishōgoto, campionamenti
- Shinichi Ishikawa – chitarra
- Satoshi Fujinami – chitarra, basso
- Junichi Harashima – batteria